# Federico M. Mazzolani
Federico Massimo Mazzolani (Milano, 1938) è un ingegnere italiano e accademico di fama internazionale nell’ambito dell’ingegneria strutturale, dell’ingegneria sismica e delle costruzioni in acciaio e in alluminio..

## Biografia
Laureatosi a Napoli nel 1961 alla scuola napoletana di due grandi Maestri ed Enfant Prodige dell’ingegneria italiana Vincenzo Franciosi e Elio Giangreco ha svolto la sua carriera universitaria conseguendo la libera docenza in Tecnica delle costruzioni nel 1969 e vincendo il concorso a cattedra della stessa materia nel 1975.
Ha insegnato ininterrottamente all’Università Federico II di Napoli materie di ingegneria strutturale per oltre cinquant’anni diventando Professore Emerito nel 2012.
Ha condotto e conduce ricerche su strutture di acciaio e alluminio, ingegneria sismica e restauro strutturale.
È autore di più di mille pubblicazioni scientifiche, di cui circa 50 monografie e 36 libri.
Tra i tanti incarichi di prestigio ricoperti nell’ambito delle Normative Tecniche è stato Presidente delle Commissioni Europee della Costruzione Metallica TWG 2,2 “Strength and Stability of Aluminium Structures" e TWG 2.4 "Fatigue Design of Aluminium Structures ".
Nell’ambito della professione ha progettato molte opere e si è distinto per aver progettato la prima costruzione italiana in zona sismica che ha adottato la tecnica dell’isolamento sismico, nonché  di un progetto innovativo per risolvere il problema dell’attraversamento stabile stradale e ferroviario dello Stretto di Messina mediante un ponte di tipo sommerso.

## Riconoscimenti
- Membro fondatore di AICPS (Association of Engineers,Constructors and Designers of Structures in Romania) (1990)
- Membro fondatore di ESDEP (European Steel Design Educational Program) (1994)
- Laurea Honoris Causa (Università di Bucarest) (1995)
- Laurea Honoris Causa (Università di Timisoara) (1996)
- Membro dell'Accademia degli Ingegneri di Spagna (2000)
- "Charles Massonnet" Award (2001)
- Membro onorario del Collegio Tecnici dell'Acciaio (CTA) (2002)
- Membro dell'Accademia degli Ingegneri della Repubblica Ceca (2004)

## Premi
- Concorso internazionale "Centenario Alluminio"per la Torre ENEL di Napoli (1986)
- Premio internazionale ECCS per la Caserma VV-F di Napoli (prima costruzione in Italkia dotata di isolatori sismici) (1987)
- Premio nazionale ACAI per la Caserma VV-F di Napoli (1987)
- Premio nazionale INARCH per la Caserma VV-F di Napoli (1987)
- Premio nazionale ACAI per l'Aerostazione di Milano-Malpensa (1995)
- Premio della giuria internazionale per il progetto del Museo-Acquario di Numea (Nuova Caledonia) (1996)
- Premio nazionale ACAI per l'Aerostazione di Milano-Malpensa (1999)

## Alcune pubblicazioni
- Ballio, G., Mazzolani, F. M. (1983). Theory and design of steel structures. Taiwan: Chapman and Hall.
- Ballio, G., Mazzolani, F. M. (1987). Strutture in acciaio. Italia: Hoepli.
- Mazzolani, F. M.  (1995). Aluminium Alloy Structures, Second Edition. Germania: Taylor & Francis.
- Federico M. Mazzolani, Alcune considerazioni sulla realizzazione di quello che sarà il ponte sospeso più lungo del mondo per l'attraversamento dello stretto di Messina, in Costruzioni Metalliche, n. 1, 2004.